# Dique Sur (Minas de Riotinto)
El Dique Sur, también conocido como embalse del Sur o dique n.º 2, se encuentra ubicado en el término municipal de Minas de Riotinto, en la provincia de Huelva (España). Creado originalmente con fines industriales, en la actualidad el embalse es utilizado principalmente para ocio y abastecimiento.

## Historia
A finales de la década de 1870 la Rio Tinto Company Limited (RTC) puso en marcha la construcción del llamado embalse del sur, situado junto al poblado histórico de Riotinto, con el objetivo de garantizar el abastecimiento de agua en la zona de la cuenca minera. El embalse tenía una capacidad de 600.000 metros cúbicos de agua. Empleado inicialmente por distintos departamentos de la RTC, a partir de 1919 su agua se utilizó para dar servicio a la cercana Central eléctrica, con el objetivo de producir electricidad mediante vapor de agua. En la actualidad el embalse es empleado con fines de ocio.